# Camino El Alba
El Camino El Alba es una arteria de Santiago de Chile, dentro de la comuna de Las Condes. Comienza en Avenida Apoquindo y termina cerca de la intersección con Avenida Plaza en el sector de San Carlos de Apoquindo. 
Es una arteria que concentra principalmente sectores residenciales de clase alta, y donde se aposentan diferentes tipos de servicios como supermercados, y colegios.
Cuenta con la estación de metro Los Dominicos de la línea 1.
Las Condes tiene como propuesta que Metro extienda línea 1 por esta Avenida y llegue hasta San Carlos de Apoquindo.